# 패스트 콘보이
《패스트 콘보이》(Le convoi)는 2016년에 개봉한 프랑스의 영화이다.

## 캐스팅

### 주요 인물
- 브느와 마지멜 : 알렉스 역
- 림 케리시 : 나디아 역

### 그 외
- 튜피크 잘랍 : 이마드 역
- 마디 벨렘르리 : 엘리에스 역
- 아미르 엘 카셈 : 야신 역
- 레옹 가렐 : 레미 역
- 소피앙 캄 : 레다 역
- 포에드 아마라 : 마지드 역
- 알렝 피글라즈 : 오마르 역
- 카린 마르탱 프레벨 : 휴게소 아내 역